# Nagarjuna
Nāgārjuna var en indisk mahayanabuddhistisk filosof som anses ha grundat den filosofiska skolan madhyamaka. Han tros ha levt någon gång omkring 100-talet e.Kr i södra Indien, men i övrigt kan mycket lite sägas säkert om Nagarjunas liv.
Hans namn betyder bokstavligen "nagaträd", där naga är en ormliknande mytologisk varelse. En berättelse om Nagarjuna säger att han föddes under ett träd och blev uppfostrad av en nagakung, därefter blev han son till en kung i södra Indien.
Nagarjuna är en av de tidigaste helgonliknande figurerna i mahayanska hagiografier, och hans inflytande har varit oerhört stort inom hela mahayanabuddhismen. Nagarjuna har starkt influerat tänkare såsom Dogen, Tsongkhapa och Shinran. Enligt Joseph Walser är Nagarjunas betydelse för mahayanabuddhismen jämförbart med Augustinus betydelse för kristendomen. Han grundade den filosofiska inriktningen madhyamaka inom mahayanabuddhismen. I Tibet kallas han ofta för "den andre Buddha".

## Biografi
Mycket lite går att säkerställa om Nagarjunas liv, då de källor som finns om hans liv är mer legendariska än biografiska. Exempelvis blev Nagarjuna, enligt tibetanska källor, tidigt munk för att undvika en astrologisk förutsägelse att han skulle dö tidigt. Han var därefter så framgångsrik inom alkemi, medicin och buddhistisk lära att nagorna bjöd in honom till sitt rike. Vidare menar de tibetanska källorna att han sedan återvände till människovärlden, med prajnaparamitasutrorna, och en magisk förmåga att leva i flera århundraden framåt. En del moderna forskare tror att det kan ha funnits två Nagarjuna, en filosof och en tantrisk yogi som utövade alkemi. Paul Williams menar att det kan finnas andra förklaringar, såsom att Nagarjuna är mer av en myt än en faktisk person, eller att den person som var Nagarjuna har tillskrivits många legender och skrifter allt eftersom. På så vis menar Williams att det är svårt att fastställa vad Nagarjunas lära var, då det är oklart om han själv skrev allt som tillskrivs honom.

## Lära

### Madhyamaka
Madhyamaka är uppkallad efter Nagarjunas magnum opus, Mūla-Madhyamaka-Kārikā ("Fundamentala verser på mittenvägen"). I detta verk redogör Nagarjuna för en medelväg mellan nihilism/annihilationism och eternalism. Nagarjuna menar att allt som finns är fritt från en fristående existens, och att allt således är tomt (sunyata). Han ansåg att allt var ett resultat av orsak och verkan, och att ett enskilt objekt eller ett enskilt fenomen därför inte kunde sägas existera fristående från andra objekt eller fenomen.
Nagarjuna menade dock att detta inte innebär att inget existerar, utan enbart att ingenting har en existens fristående från allting annat. Vidare ansåg Nagarjuna att även nirvana var fritt från en fristående existens, och att samsara och nirvana därför inte heller var fristående från varandra.

### Rena land-buddhism
Enligt Shinran uppmanade Nagarjuna till utövande av rena land-buddhismen. Shinran menar bland annat att Nagarjuna propagerade för detta i hans kommentarer till Mahaprajnaparamitasutra. Nagarjuna nämns av Shinran som en av de sju patriarkerna inom jodoshinshu.